# Carex kingii
Carex kingii är en halvgräsart som först beskrevs av Robert Brown och Francis M.B. Boott, och fick sitt nu gällande namn av Anton Albert Reznicek. Carex kingii ingår i släktet starrar, och familjen halvgräs. Inga underarter finns listade i Catalogue of Life.